# M360 (105mm砲弾)
M360は、アメリカ軍が保有していた化学兵器砲弾(M360 105mm Cartridge)。アメリカ軍としては初期の神経剤兵器であり、1954年に制式化された。105㎜榴弾砲用の砲弾であり、半固定式弾薬、外殻は鉄製である。弾芯に炸薬として1.1ポンド (0.50 kg)のテトリトールまたはコンポジションBが用いられている。砲弾内には神経剤として、サリン(GB)が1.6ポンド (0.73 kg)充填されている。使用時には、砲弾の先端に信管が取り付けられる。

## 要目
- 全長：16.0インチ (41 cm)（本体部）[3]
- 重量：35.6ポンド (16.1 kg)
- 直径：105㎜

## 参照
1. 1 2  Jeffery K. Smart. “A Century of Innovation THE ARMY'S CHEMICAL AND BIOLOGICAL DEFENSE PROGRAM” (PDF). p. 36. 2020年10月4日閲覧。
2. 1 2 3 4 5  John Pike (1998年9月12日). “M360 105-mm GB cartridge”.   Federation of American Scientists. 2020年10月10日閲覧。
3. ↑   Old Chemical Weapons and Related Materiel Reference Guide. Bulletpicker, LLC. (2018-05). pp. 297-300 2020年10月10日閲覧。.